# Robert Dutil
Robert Dutil, né le 16 avril 1950 à Saint-Georges, est un homme politique canadien né dans la province de Québec. Il est député libéral de Beauce-Sud à l'Assemblée nationale du Québec de 1985 à 1994 puis de 2008 à 2015. Il a occupé plusieurs postes de ministre dans les gouvernements de Robert Bourassa et de Jean Charest.

## Biographie
Robert Dutil est le fils de l'industriel Roger Dutil et de Gilberte Lacroix, et petit-fils de l'industriel et homme politique Édouard Lacroix. Il est le frère de Marcel Dutil fondateur de Manac Inc et président du Groupe Canam. Il détient un baccalauréat en éducation physique et une maîtrise en administration des affaires de l'Université Laval.
Il a été entre 1973 et 1985 gérant de centre sportif, copropriétaire d'un magasin Sports Experts à Saint-Georges et copropriétaire des entreprises Vélosport et Procycle. Après sa première carrière politique en 1994, il est devenu vice-président puis président de Services de prévention Microtec, jusqu'en 2001. Il a ensuite rejoint le Groupe Canam, entreprise dont son frère Marcel était à l'époque président et chef de la direction. Il est président de Canam S.A. France en 2001 et 2002, et vice-président et directeur-général de Structal-ponts, filiale de Groupe Canam, de 2002 à 2008.
Le fonds d’archives Robert Dutil est conservé au centre d’archives de Québec de la Bibliothèque et Archives nationales du Québec.

## Responsabilités politiques

### Municipal
Robert Dutil a été conseiller municipal (1975 - 1979) puis maire (1979 - 1985) de Saint-Georges, et préfet de la MRC Beauce-Sartigan de 1982 à 1985.

### Gouvernement Robert Bourassa
- Ministre délégué aux Pêcheries du 12 décembre 1985 au 30 juin 1987;
- Ministre délégué à la Santé et aux Services sociaux du 30 juin au 9 décembre 1987;
- Ministre délégué à la Famille, à la Santé et aux Services sociaux du 9 décembre 1987 au 21 décembre 1988;
- Ministre des Communications du 21 décembre 1988 au 11 octobre 1989;
- Ministre des Approvisionnements et Services du 11 octobre 1989 au 11 janvier 1994.

### Gouvernement Jean Charest
- Ministre du Revenu du 18 décembre 2008 au 11 août 2010.
- Ministre de la Sécurité publique et leader adjoint du gouvernement du 11 août 2010 au 19 septembre 2012.
- Leader parlementaire adjoint du gouvernement du 11 août 2010 au 1er août 2012.
- Membre du Comité des priorités du 11 août 2010 au 19 septembre 2012.
- Membre du Conseil du trésor du 11 août 2010 au 19 septembre 2012.
- Membre du Comité ministériel du développement social, éducatif et culturel du 11 août 2010 au 19 septembre 2012.
- Membre du Comité ministériel de la prospérité économique et du développement durable du 15 janvier 2009 au 10 août 2010.

### Opposition officielle
- Leader parlementaire de l'opposition officielle du 19 septembre 2012 au 8 avril 2013.
- Membre du Bureau de l'Assemblée nationale du 9 avril 2013 au 5 mars 2014.
- Porte-parole de l'opposition officielle en matière de développement et d'entrepreneuriat du 4 février 2014 au 5 mars 2015.
- Porte-parole de l'opposition officielle en matière de formation professionnelle et technique du 16 septembre 2013 au 3 février 2014.
- Membre de la Commission de l'administration publique du 9 avril 2013 au 5 mars 2014.
- Porte-parole de l'opposition officielle en matière d'institutions démocratiques du 26 septembre 2012 au 3 février 2014.
- Membre de la Commission de l'Assemblée nationale du 19 septembre 2012 au 9 avril 2013.
- Membre de la Sous-commission de la réforme parlementaire du 19 septembre 2012 au 9 avril 2013.

### Gouvernement Philippe Couillard
- Réélu député de la circonscription de Beauce-Sud aux élections générales du 7 avril 2014.
- Membre de la Commission de l'agriculture, des pêcheries, de l'énergie et des ressources naturelles depuis le 10 février 2015.
- Membre du Bureau de l'Assemblée nationale depuis le 27 mai 2014.
- Il a été membre de la Commission des relations avec les citoyens du 2 juin 2014 au 10 février 2015.

Il démissionne le 26 septembre 2015. 

## Distinctions
- Prix Hermès de la Faculté des sciences de l'administration de l'Université Laval (2006)